# Mario Bossi (calciatore 1901)
Mario Bossi (Lodi, 12 ottobre 1901 – ...) è stato un calciatore italiano, di ruolo portiere.

## Carriera
Militò nella Pro Lissone e in seguito giocò una stagione in Divisione Nazionale ed una in Serie A con il Bari.

## Palmarès

### Club

#### Competizioni nazionali
- Prima Divisione: 1

Foggia: 1932-1933